# Liste des monuments historiques d'Anvers/Stadspark
Cette page regroupe l'ensemble des monuments classés du quartier de Stadspark dans la ville d'Anvers.
| Objet                                                      | Statut du classement? | Année de construction/architecte | Section communale | Adresse                  | Coordonnées                      | Numéro d'inventaire | Illustration |
| ---------------------------------------------------------- | --------------------- | -------------------------------- | ----------------- | ------------------------ | -------------------------------- | ------------------- | ------------ |
| (nl) Drie enkelhuizen                                      |                       |                                  | Anvers            | Albertstraat 19          | 51° 12′ 18″ nord, 4° 24′ 55″ est | 6394                | Téléverser   |
| (nl) Drie enkelhuizen                                      |                       |                                  | Anvers            | Albertstraat 21          | 51° 12′ 18″ nord, 4° 24′ 55″ est | 6394                | Téléverser   |
| (nl) Drie enkelhuizen                                      |                       |                                  | Anvers            | Albertstraat 23          | 51° 12′ 18″ nord, 4° 24′ 55″ est | 6394                | Téléverser   |
| (nl) Jongensschool, nu lagere school                       |                       |                                  | Anvers            | Albertstraat 32          | 51° 12′ 20″ nord, 4° 24′ 52″ est | 6395                | Téléverser   |
| (nl) Neoclassicistisch herenhuis                           |                       |                                  | Anvers            | Antoon van Dyckstraat 57 | 51° 12′ 29″ nord, 4° 25′ 00″ est | 6430                | Téléverser   |
| (nl) Eenheidsbebouwing van neoclassicistische burgerhuizen |                       |                                  | Anvers            | Antoon van Dyckstraat 18 | 51° 12′ 35″ nord, 4° 24′ 55″ est | 6431                | Téléverser   |
| (nl) Eenheidsbebouwing van neoclassicistische burgerhuizen |                       |                                  | Anvers            | Antoon van Dyckstraat 20 | 51° 12′ 35″ nord, 4° 24′ 55″ est | 6431                | Téléverser   |
| (nl) Eenheidsbebouwing van neoclassicistische burgerhuizen |                       |                                  | Anvers            | Antoon van Dyckstraat 22 | 51° 12′ 35″ nord, 4° 24′ 55″ est | 6431                | Téléverser   |
| (nl) Enkelhuis                                             |                       |                                  | Anvers            | Antoon van Dyckstraat 64 | 51° 12′ 30″ nord, 4° 24′ 57″ est | 6432                | Téléverser   |
| (nl) Neoclassicistisch burgerhuis                          |                       |                                  | Anvers            | Antoon van Dyckstraat 66 | 51° 12′ 29″ nord, 4° 24′ 57″ est | 6433                | Téléverser   |
| (nl) Enkelhuis                                             |                       |                                  | Anvers            | Belgiëlei 42             | 51° 12′ 29″ nord, 4° 25′ 14″ est | 6505                | Téléverser   |
| (nl) Flatgebouw in Nieuwe Zakelijkheid                     |                       |                                  | Anvers            | Belgiëlei 44             | 51° 12′ 29″ nord, 4° 25′ 14″ est | 6506                | Téléverser   |
| (nl) Flatgebouw in Nieuwe Zakelijkheid                     |                       |                                  | Anvers            | Belgiëlei 48             | 51° 12′ 29″ nord, 4° 25′ 12″ est | 6507                | Téléverser   |
| (nl) Neoclassicistische enkelhuizen                        |                       |                                  | Anvers            | Belgiëlei 56             | 51° 12′ 27″ nord, 4° 25′ 12″ est | 6508                | Téléverser   |
| (nl) Neoclassicistische enkelhuizen                        |                       |                                  | Anvers            | Belgiëlei 58             | 51° 12′ 27″ nord, 4° 25′ 12″ est | 6508                | Téléverser   |
| (nl) Neoclassicistische enkelhuizen                        |                       |                                  | Anvers            | Belgiëlei 60             | 51° 12′ 27″ nord, 4° 25′ 12″ est | 6508                | Téléverser   |
| (nl) Neoclassicistische enkelhuizen                        |                       |                                  | Anvers            | Belgiëlei 64             | 51° 12′ 27″ nord, 4° 25′ 12″ est | 6508                | Téléverser   |
| (nl) Enkelhuis in neo-Lodewijk XVI-stijl                   |                       |                                  | Anvers            | Belgiëlei 78             | 51° 12′ 26″ nord, 4° 25′ 06″ est | 6509                | Téléverser   |
| (nl) Neoclassicistich herenhuis                            |                       |                                  | Anvers            | Belgiëlei 150            | 51° 12′ 15″ nord, 4° 24′ 54″ est | 6514                | Téléverser   |
| (nl) Neoclassicistisch burgerhuis                          |                       |                                  | Anvers            | Belgiëlei 154            | 51° 12′ 14″ nord, 4° 24′ 54″ est | 6515                | Téléverser   |
| (nl) Rijhuis in Nieuwe Zakelijkheid                        | Oui                   |                                  | Anvers            | Belgiëlei 166            | 51° 12′ 13″ nord, 4° 24′ 52″ est | 6516                | Téléverser   |
| (nl) Neoclassicistisch enkelhuis                           |                       |                                  | Anvers            | Belgiëlei 196            | 51° 12′ 09″ nord, 4° 24′ 47″ est | 6518                | Téléverser   |
| (nl) Rijhuizen in Art Nouveaustijl                         |                       |                                  | Anvers            | Belgiëlei 200            | 51° 12′ 09″ nord, 4° 24′ 47″ est | 6519                | Téléverser   |
| (nl) Rijhuizen in Art Nouveaustijl                         |                       |                                  | Anvers            | Belgiëlei 202            | 51° 12′ 09″ nord, 4° 24′ 47″ est | 6519                | Téléverser   |
| (nl) Vlaamse Evangelische kerk                             | Oui                   |                                  | Anvers            | Bexstraat 13             | 51° 12′ 34″ nord, 4° 24′ 47″ est | 6526                | Téléverser   |
| (nl) Pastorie van de Sint-Jozefsparochie                   |                       |                                  | Anvers            | Brialmontlei 2           | 51° 12′ 34″ nord, 4° 25′ 10″ est | 6576                | Téléverser   |
| (nl) Neoclassicistisch burgerhuis                          |                       |                                  | Anvers            | Brialmontlei 4           | 51° 12′ 34″ nord, 4° 25′ 10″ est | 6577                | Téléverser   |
| (nl) Neoclassicistisch herenhuis                           |                       |                                  | Anvers            | Brialmontlei 6           | 51° 12′ 34″ nord, 4° 25′ 10″ est | 6578                | Téléverser   |
| (nl) Neoclassicistisch herenhuis                           |                       |                                  | Anvers            | Brialmontlei 8           | 51° 12′ 35″ nord, 4° 25′ 11″ est | 6578                | Téléverser   |
| (nl) Neoclassicistische rijhuizen                          |                       |                                  | Anvers            | Brialmontlei 12          | 51° 12′ 34″ nord, 4° 25′ 12″ est | 6579                | Téléverser   |
| (nl) Neoclassicistische rijhuizen                          |                       |                                  | Anvers            | Brialmontlei 14          | 51° 12′ 34″ nord, 4° 25′ 12″ est | 6579                | Téléverser   |
| (nl) Neoclassicistische rijhuizen                          |                       |                                  | Anvers            | Brialmontlei 16          | 51° 12′ 34″ nord, 4° 25′ 12″ est | 6579                | Téléverser   |
| (nl) Neoclassicistische rijhuizen                          |                       |                                  | Anvers            | Brialmontlei 18          | 51° 12′ 34″ nord, 4° 25′ 12″ est | 6579                | Téléverser   |
| (nl) Neoclassicistische rijhuizen                          |                       |                                  | Anvers            | Brialmontlei 20          | 51° 12′ 34″ nord, 4° 25′ 12″ est | 6579                | Téléverser   |
| (nl) Rijhuis in neorenaissancestijl                        |                       |                                  | Anvers            | Brialmontlei 24          | 51° 12′ 34″ nord, 4° 25′ 13″ est | 6580                | Téléverser   |
| (nl) Neoclassicistisch herenhuis                           |                       |                                  | Anvers            | Brialmontlei 28          | 51° 12′ 34″ nord, 4° 25′ 14″ est | 6581                | Téléverser   |
| (nl) Neoclassicistische rijhuizen                          |                       |                                  | Anvers            | Brialmontlei 30          | 51° 12′ 33″ nord, 4° 25′ 19″ est | 6582                | Téléverser   |
| (nl) Neoclassicistische rijhuizen                          |                       |                                  | Anvers            | Brialmontlei 32          | 51° 12′ 33″ nord, 4° 25′ 19″ est | 6582                | Téléverser   |
| (nl) Neoclassicistische rijhuizen                          |                       |                                  | Anvers            | Brialmontlei 34          | 51° 12′ 33″ nord, 4° 25′ 19″ est | 6582                | Téléverser   |
| (nl) Neoclassicistische rijhuizen                          |                       |                                  | Anvers            | Brialmontlei 44          | 51° 12′ 33″ nord, 4° 25′ 19″ est | 6582                | Téléverser   |
| (nl) Neoclassicistische rijhuizen                          |                       |                                  | Anvers            | Brialmontlei 46          | 51° 12′ 33″ nord, 4° 25′ 19″ est | 6582                | Téléverser   |
| (nl) Neoclassicistische rijhuizen                          |                       |                                  | Anvers            | Brialmontlei 56          | 51° 12′ 33″ nord, 4° 25′ 19″ est | 6582                | Téléverser   |
| (nl) Neoclassicistische rijhuizen                          |                       |                                  | Anvers            | Brialmontlei 60          | 51° 12′ 33″ nord, 4° 25′ 19″ est | 6582                | Téléverser   |
| (nl) Neoclassicistische rijhuizen                          |                       |                                  | Anvers            | Brialmontlei 62          | 51° 12′ 33″ nord, 4° 25′ 19″ est | 6582                | Téléverser   |
| (nl) Neoclassicistische rijhuizen                          |                       |                                  | Anvers            | Brialmontlei 64          | 51° 12′ 33″ nord, 4° 25′ 19″ est | 6582                | Téléverser   |
| (nl) Enkelhuis                                             |                       |                                  | Anvers            | Brialmontlei 56          | 51° 12′ 34″ nord, 4° 25′ 18″ est | 6583                | Téléverser   |
| (nl) Enkelhuis                                             |                       |                                  | Anvers            | Charlottalei 12          | 51° 12′ 33″ nord, 4° 25′ 05″ est | 6626                | Téléverser   |
| (nl) Provinciaal Technisch Instituut Sint-Godelieve        |                       |                                  | Anvers            | Charlottalei 22          | 51° 12′ 32″ nord, 4° 25′ 05″ est | 6627                | Téléverser   |
| (nl) Provinciaal Technisch Instituut Sint-Godelieve        |                       |                                  | Anvers            | Charlottalei 24          | 51° 12′ 32″ nord, 4° 25′ 05″ est | 6627                | Téléverser   |
| (nl) Hoekcomplex                                           |                       |                                  | Anvers            | Charlottalei 32          | 51° 12′ 30″ nord, 4° 25′ 06″ est | 6628                | Téléverser   |
| (nl) Hoekcomplex                                           |                       |                                  | Anvers            | Charlottalei 34          | 51° 12′ 30″ nord, 4° 25′ 06″ est | 6628                | Téléverser   |
| (nl) Neoclassicistisch herenhuis                           |                       |                                  | Anvers            | Charlottalei 50          | 51° 12′ 28″ nord, 4° 25′ 07″ est | 6630                | Téléverser   |
| (nl) Enkelhuis                                             |                       |                                  | Anvers            | Charlottalei 66          | 51° 12′ 26″ nord, 4° 25′ 08″ est | 6631                | Téléverser   |
| (nl) Flatgebouw                                            |                       |                                  | Anvers            | Consciencestraat 45      | 51° 12′ 26″ nord, 4° 24′ 59″ est | 6642                | Téléverser   |
| (nl) Art Deco flatgebouwen                                 |                       |                                  | Anvers            | Consciencestraat 8       | 51° 12′ 30″ nord, 4° 25′ 04″ est | 6643                | Téléverser   |
| (nl) Art Deco flatgebouwen                                 |                       |                                  | Anvers            | Consciencestraat 18      | 51° 12′ 30″ nord, 4° 25′ 04″ est | 6643                | Téléverser   |
| (nl) Art Deco flatgebouwen                                 |                       |                                  | Anvers            | Consciencestraat 20      | 51° 12′ 30″ nord, 4° 25′ 04″ est | 6643                | Téléverser   |
| (nl) Neoclassicistisch herenhuis                           |                       |                                  | Anvers            | Consciencestraat 22      | 51° 12′ 29″ nord, 4° 25′ 01″ est | 6644                | Téléverser   |
| (nl) Enkelhuizen                                           |                       |                                  | Anvers            | Charlottalei 31          |                                  | 6693                | Téléverser   |
| (nl) Enkelhuizen                                           |                       |                                  | Anvers            | Charlottalei 59          |                                  | 6693                | Téléverser   |
| (nl) Enkelhuis                                             |                       |                                  | Anvers            | Florisstraat 8           | 51° 12′ 32″ nord, 4° 24′ 47″ est | 6767                | Téléverser   |
| (nl) Politiebureel in neorenaissancestijl                  | Oui                   |                                  | Anvers            | Florisstraat 10          | 51° 12′ 32″ nord, 4° 24′ 48″ est | 6768                | Téléverser   |
| (nl) Herenhuis, thans kantoor                              |                       |                                  | Anvers            | Frankrijklei 79          | 51° 12′ 52″ nord, 4° 24′ 49″ est | 6776                | Téléverser   |
| (nl) Kerk Onze-Lieve-Vrouw van Gratie                      | Oui                   |                                  | Anvers            | Frankrijklei 89          | 51° 12′ 51″ nord, 4° 24′ 46″ est | 6777                | Téléverser   |
| (nl) Onze-Lieve-Vrouwecollege of Jezuïetencollege          |                       |                                  | Anvers            | Frankrijklei 91          | 51° 12′ 49″ nord, 4° 24′ 47″ est | 6778                | Téléverser   |
| (nl) Hoekpand met Louiza-Marialei                          |                       |                                  | Anvers            | Frankrijklei 93          | 51° 12′ 48″ nord, 4° 24′ 42″ est | 6779                | Téléverser   |
| (nl) Enkelhuis neo-Lodewijk XV-stijl                       |                       |                                  | Anvers            | Frankrijklei 103         | 51° 12′ 46″ nord, 4° 24′ 40″ est | 6780                | Téléverser   |
| (nl) Eclectisch herenhuis                                  |                       |                                  | Anvers            | Frankrijklei 105         | 51° 12′ 46″ nord, 4° 24′ 40″ est | 6781                | Téléverser   |
| (nl) Neoclassicistische herenhuizen                        |                       |                                  | Anvers            | Frankrijklei 107         | 51° 12′ 43″ nord, 4° 24′ 35″ est | 6782                | Téléverser   |
| (nl) Neoclassicistische herenhuizen                        |                       |                                  | Anvers            | Frankrijklei 109         | 51° 12′ 43″ nord, 4° 24′ 35″ est | 6782                | Téléverser   |
| (nl) Neoclassicistische herenhuizen                        |                       |                                  | Anvers            | Frankrijklei 111         | 51° 12′ 43″ nord, 4° 24′ 35″ est | 6782                | Téléverser   |
| (nl) Neoclassicistische herenhuizen                        |                       |                                  | Anvers            | Frankrijklei 113         | 51° 12′ 43″ nord, 4° 24′ 35″ est | 6782                | Téléverser   |
| (nl) Neoclassicistische herenhuizen                        |                       |                                  | Anvers            | Frankrijklei 123         | 51° 12′ 43″ nord, 4° 24′ 35″ est | 6782                | Téléverser   |
| (nl) Neoclassicistische herenhuizen                        |                       |                                  | Anvers            | Frankrijklei 125         | 51° 12′ 43″ nord, 4° 24′ 35″ est | 6782                | Téléverser   |
| (nl) Neoclassicistische herenhuizen                        |                       |                                  | Anvers            | Frankrijklei 127         | 51° 12′ 43″ nord, 4° 24′ 35″ est | 6782                | Téléverser   |
| (nl) "Residence Albert I" appartementsblokken              |                       |                                  | Anvers            | Frankrijklei 117         | 51° 12′ 43″ nord, 4° 24′ 37″ est | 6783                | Téléverser   |
| (nl) Kantoorgebouw                                         |                       |                                  | Anvers            | Frankrijklei 119         | 51° 12′ 42″ nord, 4° 24′ 36″ est | 6784                | Téléverser   |
| (nl) Neorococo hoekhuis                                    |                       |                                  | Anvers            | Frankrijklei 131         | 51° 12′ 40″ nord, 4° 24′ 31″ est | 6785                | Téléverser   |
| (nl) Herenhuis                                             |                       |                                  | Anvers            | Frankrijklei 135         | 51° 12′ 39″ nord, 4° 24′ 30″ est | 6786                | Téléverser   |
| (nl) Eenheidsbebouwing van drie enkelhuizen                |                       |                                  | Anvers            | Haringrodestraat 1       | 51° 12′ 16″ nord, 4° 24′ 52″ est | 6837                | Téléverser   |
| (nl) Eenheidsbebouwing van drie enkelhuizen                |                       |                                  | Anvers            | Haringrodestraat 3       | 51° 12′ 16″ nord, 4° 24′ 52″ est | 6837                | Téléverser   |
| (nl) Eenheidsbebouwing van drie enkelhuizen                |                       |                                  | Anvers            | Haringrodestraat 5       | 51° 12′ 16″ nord, 4° 24′ 52″ est | 6837                | Téléverser   |
| (nl) Twee enkelhuizen in spiegelbeeld                      |                       |                                  | Anvers            | Haringrodestraat 14      | 51° 12′ 15″ nord, 4° 24′ 51″ est | 6843                | Téléverser   |
| (nl) Twee enkelhuizen in spiegelbeeld                      |                       |                                  | Anvers            | Haringrodestraat 16      | 51° 12′ 15″ nord, 4° 24′ 51″ est | 6843                | Téléverser   |
| (nl) Hoekpand Belgiëlei                                    |                       |                                  | Anvers            | Haringrodestraat 34      | 51° 12′ 13″ nord, 4° 24′ 52″ est | 6844                | Téléverser   |
| (nl) Kapel van het Allerheiligste Sacrament                | Oui                   |                                  | Anvers            | Hemelstraat 21           | 51° 12′ 34″ nord, 4° 24′ 35″ est | 6872                | Téléverser   |
| (nl) Kapel van het Allerheiligste Sacrament                | Oui                   |                                  | Anvers            | Hemelstraat 23           | 51° 12′ 34″ nord, 4° 24′ 35″ est | 6872                | Téléverser   |
| (nl) Twee burgerhuizen in spiegelbeeld                     |                       |                                  | Anvers            | Hemelstraat 8            | 51° 12′ 31″ nord, 4° 24′ 33″ est | 6873                | Téléverser   |
| (nl) Twee burgerhuizen in spiegelbeeld                     |                       |                                  | Anvers            | Hemelstraat 10           | 51° 12′ 31″ nord, 4° 24′ 33″ est | 6873                | Téléverser   |
| (nl) Gebouwencomplex                                       |                       |                                  | Anvers            | Hemelstraat 12           | 51° 12′ 32″ nord, 4° 24′ 34″ est | 6874                | Téléverser   |
| (nl) Gebouwencomplex                                       |                       |                                  | Anvers            | Hemelstraat 14           | 51° 12′ 32″ nord, 4° 24′ 34″ est | 6874                | Téléverser   |
| (nl) Flatgebouw                                            |                       |                                  | Anvers            | Hertoginstraat 2         | 51° 12′ 26″ nord, 4° 24′ 37″ est | 6876                | Téléverser   |
| (nl) Flatgebouw                                            |                       |                                  | Anvers            | Hertoginstraat 2A        | 51° 12′ 26″ nord, 4° 24′ 37″ est | 6876                | Téléverser   |
| (nl) Eclectisch herenhuis                                  |                       |                                  | Anvers            | Hertoginstraat 6         | 51° 12′ 26″ nord, 4° 24′ 37″ est | 6877                | Téléverser   |
| (nl) Herenhuis                                             |                       |                                  | Anvers            | Hertoginstraat 34        | 51° 12′ 29″ nord, 4° 24′ 40″ est | 6878                | Téléverser   |
| (nl) Winkelhuizen                                          |                       |                                  | Anvers            | Isabellalei 31           | 51° 12′ 20″ nord, 4° 24′ 57″ est | 6889                | Téléverser   |
| (nl) Winkelhuizen                                          |                       |                                  | Anvers            | Isabellalei 34           | 51° 12′ 20″ nord, 4° 24′ 57″ est | 6889                | Téléverser   |
| (nl) Huizen                                                |                       |                                  | Anvers            | Isabellalei 4            | 51° 12′ 16″ nord, 4° 25′ 03″ est | 6890                | Téléverser   |
| (nl) Huizen                                                |                       |                                  | Anvers            | Isabellalei 12           | 51° 12′ 16″ nord, 4° 25′ 03″ est | 6890                | Téléverser   |
| (nl) Huizen                                                |                       |                                  | Anvers            | Isabellalei 38           | 51° 12′ 16″ nord, 4° 25′ 03″ est | 6890                | Téléverser   |
| (nl) Huizen                                                |                       |                                  | Anvers            | Isabellalei 40           | 51° 12′ 16″ nord, 4° 25′ 03″ est | 6890                | Téléverser   |
| (nl) Huizen                                                |                       |                                  | Anvers            | Isabellalei 42           | 51° 12′ 16″ nord, 4° 25′ 03″ est | 6890                | Téléverser   |
| (nl) Huizen                                                |                       |                                  | Anvers            | Isabellalei 44           | 51° 12′ 16″ nord, 4° 25′ 03″ est | 6890                | Téléverser   |
| (nl) Herenhuizen in neoclassicistische stijl               |                       |                                  | Anvers            | Isabellalei 14           | 51° 12′ 21″ nord, 4° 24′ 54″ est | 6891                | Téléverser   |
| (nl) Herenhuizen in neoclassicistische stijl               |                       |                                  | Anvers            | Isabellalei 18           | 51° 12′ 21″ nord, 4° 24′ 54″ est | 6891                | Téléverser   |
| (nl) Herenhuizen in neoclassicistische stijl               |                       |                                  | Anvers            | Isabellalei 20           | 51° 12′ 21″ nord, 4° 24′ 54″ est | 6891                | Téléverser   |
| (nl) Hoekhuis Sint-Vincentiusstraat                        |                       |                                  | Anvers            | Isabellalei 2            | 51° 12′ 24″ nord, 4° 24′ 53″ est | 6893                | Téléverser   |
| (nl) Rijhuis                                               |                       |                                  | Anvers            | Jacob Jordaensstraat 33  | 51° 12′ 32″ nord, 4° 25′ 00″ est | 6902                | Téléverser   |
| (nl) Enkelhuis in neorenaissancestijl                      |                       |                                  | Anvers            | Jacob Jordaensstraat 22  | 51° 12′ 34″ nord, 4° 25′ 02″ est | 6903                | Téléverser   |
| (nl) Hoekhuis                                              |                       |                                  | Anvers            | Korte Leemstraat 1       | 51° 12′ 26″ nord, 4° 24′ 39″ est | 7059                | Téléverser   |
| (nl) Hoekhuis                                              |                       |                                  | Anvers            | Sint-Jozefstraat 7       | 51° 12′ 26″ nord, 4° 24′ 38″ est | 7059                | Téléverser   |
| (nl) Enkelhuizen                                           |                       |                                  | Anvers            | Korte Leemstraat 7       | 51° 12′ 26″ nord, 4° 24′ 39″ est | 7060                | Téléverser   |
| (nl) Enkelhuizen                                           |                       |                                  | Anvers            | Korte Leemstraat 9       | 51° 12′ 26″ nord, 4° 24′ 39″ est | 7060                | Téléverser   |
| (nl) Eenheidsbebouwing enkelhuizen                         |                       |                                  | Anvers            | Korte Leemstraat 17      | 51° 12′ 29″ nord, 4° 24′ 44″ est | 7061                | Téléverser   |
| (nl) Eenheidsbebouwing enkelhuizen                         |                       |                                  | Anvers            | Korte Leemstraat 19      | 51° 12′ 29″ nord, 4° 24′ 44″ est | 7061                | Téléverser   |
| (nl) Eenheidsbebouwing enkelhuizen                         |                       |                                  | Anvers            | Korte Leemstraat 28      | 51° 12′ 29″ nord, 4° 24′ 44″ est | 7061                | Téléverser   |
| (nl) Eenheidsbebouwing enkelhuizen                         |                       |                                  | Anvers            | Korte Leemstraat 30      | 51° 12′ 29″ nord, 4° 24′ 44″ est | 7061                | Téléverser   |
| (nl) Eenheidsbebouwing enkelhuizen                         |                       |                                  | Anvers            | Korte Leemstraat 36      | 51° 12′ 29″ nord, 4° 24′ 44″ est | 7061                | Téléverser   |
| (nl) Eenheidsbebouwing enkelhuizen                         |                       |                                  | Anvers            | Korte Leemstraat 38      | 51° 12′ 29″ nord, 4° 24′ 44″ est | 7061                | Téléverser   |
| (nl) Enkelhuis                                             |                       |                                  | Anvers            | Korte Leemstraat 10      | 51° 12′ 27″ nord, 4° 24′ 42″ est | 7062                | Téléverser   |
| (nl) Dubbelhuis                                            |                       |                                  | Anvers            | Korte Leemstraat 42      | 51° 12′ 29″ nord, 4° 24′ 44″ est | 7063                | Téléverser   |
| (nl) Neoclassicistich enkelhuis                            |                       |                                  | Anvers            | Lange Leemstraat 13      | 51° 12′ 37″ nord, 4° 24′ 36″ est | 7130                | Téléverser   |
| (nl) Dubbelhuis                                            |                       |                                  | Anvers            | Lange Leemstraat 45      | 51° 12′ 34″ nord, 4° 24′ 39″ est | 7131                | Téléverser   |
| (nl) Neogotisch enkelhuis                                  |                       |                                  | Anvers            | Lange Leemstraat 57      | 51° 12′ 34″ nord, 4° 24′ 41″ est | 7132                | Téléverser   |
| (nl) Neogotisch enkelhuis                                  |                       |                                  | Anvers            | Lange Leemstraat 59      | 51° 12′ 33″ nord, 4° 24′ 41″ est | 7133                | Téléverser   |
| (nl) Neoclassicistisch enkelhuis                           |                       |                                  | Anvers            | Lange Leemstraat 91      | 51° 12′ 30″ nord, 4° 24′ 45″ est | 7134                | Téléverser   |
| (nl) Eenheidsbebouwing van twee enkelhuizen                |                       |                                  | Anvers            | Lange Leemstraat 95      | 51° 12′ 30″ nord, 4° 24′ 46″ est | 7135                | Téléverser   |
| (nl) Eenheidsbebouwing van twee enkelhuizen                |                       |                                  | Anvers            | Lange Leemstraat 97      | 51° 12′ 30″ nord, 4° 24′ 46″ est | 7135                | Téléverser   |
| (nl) Rijhuis in neo-Lodewijk XVI-stijl                     |                       |                                  | Anvers            | Lange Leemstraat 155     | 51° 12′ 26″ nord, 4° 24′ 55″ est | 7136                | Téléverser   |
| (nl) Hoger Instituut voor Sociale Studiën                  |                       |                                  | Anvers            | Lange Leemstraat 26      | 51° 12′ 35″ nord, 4° 24′ 35″ est | 7141                | Téléverser   |
| (nl) Eenheidsbebouwing in neorococostijl                   |                       |                                  | Anvers            | Lange Leemstraat 36      | 51° 12′ 34″ nord, 4° 24′ 37″ est | 7142                | Téléverser   |
| (nl) Eenheidsbebouwing in neorococostijl                   |                       |                                  | Anvers            | Lange Leemstraat 38      | 51° 12′ 34″ nord, 4° 24′ 37″ est | 7142                | Téléverser   |
| (nl) Neoclassicistisch hoekhuis                            |                       |                                  | Anvers            | Lange Leemstraat 78      | 51° 12′ 30″ nord, 4° 24′ 43″ est | 7143                | Téléverser   |
| (nl) Neoclassicistische huizen                             |                       |                                  | Anvers            | Lange Leemstraat 84      | 51° 12′ 29″ nord, 4° 24′ 45″ est | 7144                | Téléverser   |
| (nl) Neoclassicistische huizen                             |                       |                                  | Anvers            | Lange Leemstraat 86      | 51° 12′ 29″ nord, 4° 24′ 45″ est | 7144                | Téléverser   |
| (nl) Neoclassicistisch dubbelhuis                          |                       |                                  | Anvers            | Lange Leemstraat 98      | 51° 12′ 28″ nord, 4° 24′ 46″ est | 7145                | Téléverser   |
| (nl) Neoclassicistische eenheidsbebouwing                  |                       |                                  | Anvers            | Lange Leemstraat 132     | 51° 12′ 25″ nord, 4° 24′ 51″ est | 7146                | Téléverser   |
| (nl) Neoclassicistische eenheidsbebouwing                  |                       |                                  | Anvers            | Lange Leemstraat 134     | 51° 12′ 25″ nord, 4° 24′ 51″ est | 7146                | Téléverser   |
| (nl) Hoekpand                                              |                       |                                  | Anvers            | Lange Leemstraat 144A    | 51° 12′ 23″ nord, 4° 24′ 57″ est | 7147                | Téléverser   |
| (nl) Hoekpand                                              |                       |                                  | Anvers            | Lange Leemstraat 144B    | 51° 12′ 23″ nord, 4° 24′ 57″ est | 7147                | Téléverser   |
| (nl) Hoekpand                                              |                       |                                  | Anvers            | Lange Leemstraat 144C    | 51° 12′ 23″ nord, 4° 24′ 57″ est | 7147                | Téléverser   |
| (nl) Parochiekerk Sint-Jozef                               | Oui                   |                                  | Anvers            | Charlottalei 2           | 51° 12′ 34″ nord, 4° 25′ 08″ est | 7239                | Téléverser   |
| (nl) Art deco gebouw                                       |                       |                                  | Anvers            | Louiza-Marialei 2        | 51° 12′ 47″ nord, 4° 24′ 42″ est | 7240                | Téléverser   |
| (nl) Neorococo enkelhuis                                   |                       |                                  | Anvers            | Louiza-Marialei 4        | 51° 12′ 47″ nord, 4° 24′ 43″ est | 7241                | Téléverser   |
| (nl) Neorococo enkelhuis                                   |                       |                                  | Anvers            | Louiza-Marialei 6        | 51° 12′ 47″ nord, 4° 24′ 43″ est | 7242                | Téléverser   |
| (nl) Hoekhuis met Rubenslei                                |                       |                                  | Anvers            | Louiza-Marialei 8        | 51° 12′ 47″ nord, 4° 24′ 44″ est | 7243                | Téléverser   |
| (nl) "Hotel de Caters", neoclassicistisch hoekhuis         |                       |                                  | Anvers            | Maria-Henriëttalei 1     | 51° 12′ 42″ nord, 4° 24′ 35″ est | 7249                | Téléverser   |
| (nl) Hoekpand en kantoorcomplex                            |                       |                                  | Anvers            | Maria-Theresialei 2      | 51° 12′ 54″ nord, 4° 24′ 52″ est | 7263                | Téléverser   |
| (nl) Hoekpand en kantoorcomplex                            |                       |                                  | Anvers            | Maria-Theresialei 4      | 51° 12′ 54″ nord, 4° 24′ 52″ est | 7263                | Téléverser   |
| (nl) Hoekpand met Frankrijklei                             |                       |                                  | Anvers            | Mechelsesteenweg 1       | 51° 12′ 39″ nord, 4° 24′ 29″ est | 7309                | Téléverser   |
| (nl) Neoclassicistische rijhuizen                          |                       |                                  | Anvers            | Mechelsesteenweg 3       | 51° 12′ 39″ nord, 4° 24′ 29″ est | 7310                | Téléverser   |
| (nl) Neoclassicistische rijhuizen                          |                       |                                  | Anvers            | Mechelsesteenweg 5       | 51° 12′ 39″ nord, 4° 24′ 29″ est | 7310                | Téléverser   |
| (nl) Neoclassicistische rijhuizen                          |                       |                                  | Anvers            | Mechelsesteenweg 13      | 51° 12′ 39″ nord, 4° 24′ 29″ est | 7310                | Téléverser   |
| (nl) Neoclassicistische rijhuizen                          |                       |                                  | Anvers            | Mechelsesteenweg 15      | 51° 12′ 39″ nord, 4° 24′ 29″ est | 7310                | Téléverser   |
| (nl) Eenheidsbebouwing in Louis-Philippestijl              |                       |                                  | Anvers            | Mechelsesteenweg 29      | 51° 12′ 35″ nord, 4° 24′ 30″ est | 7311                | Téléverser   |
| (nl) Eenheidsbebouwing in Louis-Philippestijl              |                       |                                  | Anvers            | Mechelsesteenweg 31      | 51° 12′ 35″ nord, 4° 24′ 30″ est | 7311                | Téléverser   |
| (nl) Neoclassicistisch enkelhuis                           |                       |                                  | Anvers            | Mechelsesteenweg 65      | 51° 12′ 31″ nord, 4° 24′ 33″ est | 7312                | Téléverser   |
| (nl) Neoclassicistisch enkelhuis                           |                       |                                  | Anvers            | Mechelsesteenweg 73      | 51° 12′ 28″ nord, 4° 24′ 34″ est | 7313                | Téléverser   |
| (nl) Rijhuis                                               |                       |                                  | Anvers            | Mechelsesteenweg 101     | 51° 12′ 25″ nord, 4° 24′ 36″ est | 7314                | Téléverser   |
| (nl) Rijhuis                                               |                       |                                  | Anvers            | Mechelsesteenweg 103     | 51° 12′ 25″ nord, 4° 24′ 36″ est | 7314                | Téléverser   |
| (nl) Rijhuis                                               |                       |                                  | Anvers            | Mechelsesteenweg 105     | 51° 12′ 25″ nord, 4° 24′ 37″ est | 7315                | Téléverser   |
| (nl) Flatgebouw                                            |                       |                                  | Anvers            | Mechelsesteenweg 109     | 51° 12′ 24″ nord, 4° 24′ 37″ est | 7316                | Téléverser   |
| (nl) Enkelhuis                                             |                       |                                  | Anvers            | Mechelsesteenweg 111     | 51° 12′ 24″ nord, 4° 24′ 37″ est | 7317                | Téléverser   |
| (nl) Rijksmuziekacademie                                   |                       |                                  | Anvers            | Mechelsesteenweg 125     | 51° 12′ 22″ nord, 4° 24′ 39″ est | 7318                | Téléverser   |
| (nl) Parochiekerk Heilige Geest                            |                       |                                  | Anvers            | Mechelsesteenweg 133     | 51° 12′ 21″ nord, 4° 24′ 39″ est | 7319                | Téléverser   |
| (nl) Eclectisch rijhuis, pastorie                          |                       |                                  | Anvers            | Mechelsesteenweg 135     | 51° 12′ 20″ nord, 4° 24′ 39″ est | 7320                | Téléverser   |
| (nl) Enkelhuis in Louis-Philippestijl                      |                       |                                  | Anvers            | Mechelsesteenweg 137     | 51° 12′ 20″ nord, 4° 24′ 38″ est | 7321                | Téléverser   |
| (nl) Enkelhuis in neo-Vlaamse renaissancestijl             |                       |                                  | Anvers            | Mechelsesteenweg 153     | 51° 12′ 19″ nord, 4° 24′ 39″ est | 7322                | Téléverser   |
| (nl) Neorococo enkelhuis                                   |                       |                                  | Anvers            | Mechelsesteenweg 157     | 51° 12′ 18″ nord, 4° 24′ 40″ est | 7323                | Téléverser   |
| (nl) Hoekpand, flatgebouw                                  |                       |                                  | Anvers            | Mechelsesteenweg 225A    | 51° 12′ 09″ nord, 4° 24′ 46″ est | 7324                | Téléverser   |
| (nl) Hoekpand, flatgebouw                                  |                       |                                  | Anvers            | Mechelsesteenweg 229     | 51° 12′ 09″ nord, 4° 24′ 46″ est | 7324                | Téléverser   |
| (nl) Hoekpand, flatgebouw                                  |                       |                                  | Anvers            | Belgiëlei 206            | 51° 12′ 09″ nord, 4° 24′ 46″ est | 7324                | Téléverser   |
| (nl) Hoekpand, flatgebouw                                  |                       |                                  | Anvers            | Belgiëlei 208            | 51° 12′ 09″ nord, 4° 24′ 46″ est | 7324                | Téléverser   |
| (nl) Hoekpand, flatgebouw                                  |                       |                                  | Anvers            | Belgiëlei 210            | 51° 12′ 09″ nord, 4° 24′ 46″ est | 7324                | Téléverser   |
| (nl) Neoclassicistisch enkelhuis                           |                       |                                  | Anvers            | Plantin en Moretuslei 54 | 51° 12′ 37″ nord, 4° 25′ 16″ est | 7461                | Téléverser   |
| (nl) Neoclassicistisch enkelhuis                           |                       |                                  | Anvers            | Plantin en Moretuslei 56 | 51° 12′ 37″ nord, 4° 25′ 16″ est | 7461                | Téléverser   |
| (nl) Neoclassicistische enkelhuizen                        |                       |                                  | Anvers            | Rembrandtstraat 7        | 51° 12′ 35″ nord, 4° 24′ 53″ est | 7500                | Téléverser   |
| (nl) Neoclassicistische enkelhuizen                        |                       |                                  | Anvers            | Rembrandtstraat 9        | 51° 12′ 35″ nord, 4° 24′ 53″ est | 7500                | Téléverser   |
| (nl) Neoclassicistische enkelhuizen                        |                       |                                  | Anvers            | Rembrandtstraat 11       | 51° 12′ 35″ nord, 4° 24′ 53″ est | 7500                | Téléverser   |
| (nl) Neoclassicistische enkelhuizen                        |                       |                                  | Anvers            | Rembrandtstraat 13       | 51° 12′ 35″ nord, 4° 24′ 53″ est | 7500                | Téléverser   |
| (nl) Enkelhuis                                             |                       |                                  | Anvers            | Rembrandtstraat 25       | 51° 12′ 34″ nord, 4° 24′ 52″ est | 7501                | Téléverser   |
| (nl) Dubbelhuis in neo-Lodewijk XVI-stijl                  |                       |                                  | Anvers            | Rembrandtstraat 35       | 51° 12′ 33″ nord, 4° 24′ 51″ est | 7502                | Téléverser   |
| (nl) Neorenaissance enkelhuizen                            |                       |                                  | Anvers            | Rubenslei 12             | 51° 12′ 51″ nord, 4° 24′ 49″ est | 7511                | Téléverser   |
| (nl) Neorenaissance enkelhuizen                            |                       |                                  | Anvers            | Rubenslei 13             | 51° 12′ 51″ nord, 4° 24′ 49″ est | 7511                | Téléverser   |
| (nl) Flatgebouw                                            |                       |                                  | Anvers            | Rubenslei 16             | 51° 12′ 46″ nord, 4° 24′ 44″ est | 7513                | Téléverser   |
| (nl) Eclectisch herenhuis                                  |                       |                                  | Anvers            | Sint-Jozefstraat 5       | 51° 12′ 26″ nord, 4° 24′ 38″ est | 7555                | Téléverser   |
| (nl) Hoekhuis Korte Leemstraat                             |                       |                                  | Anvers            | Sint-Jozefstraat 9       | 51° 12′ 26″ nord, 4° 24′ 40″ est | 7557                | Téléverser   |
| (nl) Eclectisch enkelhuis                                  |                       |                                  | Anvers            | Sint-Jozefstraat 13      | 51° 12′ 26″ nord, 4° 24′ 42″ est | 7558                | Téléverser   |
| (nl) Eclectische burgerhuizen                              |                       |                                  | Anvers            | Sint-Jozefstraat 6       | 51° 12′ 25″ nord, 4° 24′ 37″ est | 7559                | Téléverser   |
| (nl) Eclectische burgerhuizen                              |                       |                                  | Anvers            | Sint-Jozefstraat 8       | 51° 12′ 25″ nord, 4° 24′ 37″ est | 7559                | Téléverser   |
| (nl) Herenhuis in neo-François I-stijl                     |                       |                                  | Anvers            | Sint-Jozefstraat 14      | 51° 12′ 25″ nord, 4° 24′ 38″ est | 7560                | Téléverser   |
| (nl) Neoclassicistisch herenhuis                           |                       |                                  | Anvers            | Sint-Jozefstraat 20      | 51° 12′ 24″ nord, 4° 24′ 40″ est | 7561                | Téléverser   |
| (nl) Huizen                                                |                       |                                  | Anvers            | Sint-Thomasstraat 20     | 51° 12′ 17″ nord, 4° 24′ 49″ est | 7564                | Téléverser   |
| (nl) Huizen                                                |                       |                                  | Anvers            | Sint-Thomasstraat 22     | 51° 12′ 17″ nord, 4° 24′ 49″ est | 7564                | Téléverser   |
| (nl) Huizen                                                |                       |                                  | Anvers            | Sint-Thomasstraat 55     | 51° 12′ 17″ nord, 4° 24′ 49″ est | 7564                | Téléverser   |
| (nl) Neorococo herenhuis                                   |                       |                                  | Anvers            | Sint-Thomasstraat 27     | 51° 12′ 17″ nord, 4° 24′ 44″ est | 7565                | Téléverser   |
| (nl) Herenhuizen                                           |                       |                                  | Anvers            | Sint-Thomasstraat 34     | 51° 12′ 14″ nord, 4° 24′ 48″ est | 7566                | Téléverser   |
| (nl) Herenhuizen                                           |                       |                                  | Anvers            | Sint-Thomasstraat 36     | 51° 12′ 14″ nord, 4° 24′ 48″ est | 7566                | Téléverser   |
| (nl) Herenhuizen                                           |                       |                                  | Anvers            | Sint-Thomasstraat 38     | 51° 12′ 14″ nord, 4° 24′ 48″ est | 7566                | Téléverser   |
| (nl) Dubbelhuis                                            |                       |                                  | Anvers            | Sint-Vincentiusstraat 6  | 51° 12′ 24″ nord, 4° 24′ 51″ est | 7570                | Téléverser   |
| (nl) "In de Gulden Spoor"                                  | Oui                   |                                  | Anvers            | Sint-Vincentiusstraat 12 | 51° 12′ 24″ nord, 4° 24′ 49″ est | 7571                | Téléverser   |
| (nl) "Sint-Vincentiusgasthuis en Moederhuis"               | Oui                   |                                  | Anvers            | Sint-Vincentiusstraat 20 | 51° 12′ 25″ nord, 4° 24′ 48″ est | 7573                | Téléverser   |
| (nl) Herenhuizen                                           |                       |                                  | Anvers            | Sterstraat 22            | 51° 12′ 13″ nord, 4° 24′ 49″ est | 7598                | Téléverser   |
| (nl) Herenhuizen                                           |                       |                                  | Anvers            | Sterstraat 24            | 51° 12′ 13″ nord, 4° 24′ 49″ est | 7598                | Téléverser   |
| (nl) Herenhuizen                                           |                       |                                  | Anvers            | Sterstraat 28            | 51° 12′ 13″ nord, 4° 24′ 49″ est | 7598                | Téléverser   |
| (nl) Herenhuizen                                           |                       |                                  | Anvers            | Sterstraat 30            | 51° 12′ 13″ nord, 4° 24′ 49″ est | 7598                | Téléverser   |
| (nl) Art Deco enkelhuis                                    |                       |                                  | Anvers            | Van Breestraat 23        | 51° 12′ 36″ nord, 4° 24′ 34″ est | 7626                | Téléverser   |
| (nl) Enkelhuis                                             |                       |                                  | Anvers            | Van Breestraat 35        | 51° 12′ 35″ nord, 4° 24′ 31″ est | 7627                | Téléverser   |
| (nl) Neoclassicistisch enkelhuis                           |                       |                                  | Anvers            | Van Eycklei 27           | 51° 12′ 37″ nord, 4° 24′ 52″ est | 7639                | Téléverser   |
| (nl) Enkelhuis "Anno 1873"                                 |                       |                                  | Anvers            | Van Noortstraat 18       | 51° 12′ 34″ nord, 4° 24′ 43″ est | 7651                | Téléverser   |
| (nl) Stadspark                                             | Oui                   |                                  | Anvers            | Rubenslei                | 51° 12′ 44″ nord, 4° 24′ 52″ est | 200553              | Téléverser   |
| (nl) Gebouw met beschermde lift                            | Oui                   |                                  | Anvers            | Mechelsesteenweg 123     | 51° 12′ 23″ nord, 4° 24′ 38″ est | 200909              | Téléverser   |
| (nl) Handelsgebouw Haentjens                               |                       |                                  | Anvers            | Plantin en Moretuslei 60 |                                  | 213789              | Téléverser   |
| (nl) Handelsgebouw Haentjens                               |                       |                                  | Anvers            | Plantin en Moretuslei 62 |                                  | 213789              | Téléverser   |